# Хепат
Хепат, также Хепа, Хеба, Хебат (угарит. ḫbt) — хурритская верховная богиня солнца, супруга Тешуба — бога громовника, которая также почиталась в хеттской мифологии. Первое упоминание богини содержится в тексте из Эблы как Ḫabatu, что, вероятно, является производным от *Ḫalbatu в значении «богиня Халаба». Хетты называли свою богиню «госпожой», «царицей страны Хатти, царицей неба Хепат».

## Происхождение
У Хепы и Ташуба было трое детей: сын Шарума, дочери Алланзу и Кунцишалли. Все они представлены в скальном святилище Язылыкая. Согласно аналлам Хаттусили I, Хепа была дочерью богини подземного мира Аллани.
Хепат прислуживал визирь по имени Цумева, а также несколько богинь.

## Почитание
Тешуб Халабский и Хепа составляли божественную пару. Хепа сравнивалась с хеттской Ариннити, а Тешуб с верховным хеттским богом Тархунтом. Места поклонения Хепы находились в Халабе, Уде и Киццуватне.
В лувийских иероглифах периода Сиро-хеттского царства Хепа называется Хипута или Хипату и считается супругой Тархунца. Её хурритский супруг Тешуб довольно редко (как Тисупа) появлялся в иероглифических надписях. Двое детей Хепы также почитались: Саррума и Алланзува. В местности Даренде она изображена на троне с чашей для питья, а Саррума — позади неё на пантере. Перед ними правитель Арнуванти производит обряд либации.
Позже в период Римской империи Хепа почиталась лидийцами как Meter Hipta, кормилица Диониса. Иеродулы посвящали этой богине проповеди.